# Uhhh... Vergeet je tandenborstel niet!
Uhhh... Vergeet je Tandenborstel Niet! was een Nederlands televisieprogramma op Veronica, gepresenteerd door Rolf Wouters.
In dit televisieprogramma wordt het publiek verplicht om volledig klaar te zijn om diezelfde avond op vakantie te gaan, uit het publiek worden kandidaten gezocht die via verschillende testen kans maken op een reis naar een onbekende bestemming. Sinds 5 december 2009 wordt het programma herhaald op Comedy Central Family.

## Belgische Versie
In België werd het programma gepresenteerd door Walter Grootaers, en in 1999 uitgezonden op VT4.

## Sjons Shop
Een van de vaste onderdelen van het programma was 'Sjons Shop'. Het hulpje van presentator Rolf Wouters, Meneer Sjon, opende iedere aflevering een nieuwe winkel. De kandidaat werd eerst dertig seconden rondgedraaid in een stoel, waarna het de bedoeling was om zo snel mogelijk op de knop te drukken die stond op het einde van de winkel. Echter, aan de zijkanten van de winkel stonden de nodige producten om er een grote rotzooi van te maken. De diversiteit van de winkels was enorm groot. Enkele voorbeelden hiervan zijn de verf-, ijs-, groenten-, snack- en vlaflipshop. Vanaf seizoen twee werd er een deur van piepschuim aan het eind van de winkel geplaatst om het de kandidaten nog lastiger te maken.
De shop werd met name legendarisch, doordat Meneer Sjon het iedere keer weer presteerde het intro-rijmpje van de winkel te vergeten. Dit tot grote hilariteit van Rolf en het publiek.

## Meel
Een van de 'Tandenborstel grapjes' die vaak werd uitgehaald was het laten vallen van meel op het publiek. Op de meest originele manieren werd er een aanloopje gemaakt om het hele publiek te bedelven onder het meel. Een van de meest memorabele 'meel momenten' was in de laatste aflevering van seizoen twee. Marco Borsato kreeg na een optreden een volle laag meel over zich heen. Ook eenmalige gast-host Ron Brandsteder en presentator Rolf Wouters zaten onder het meel. Zij wisten echter van deze grap, in tegenstelling tot de totaal verbouwereerde Borsato.

## Andere landen
Het format van het programma was gebaseerd op Don't Forget Your Toothbrush, dat in 1994 en 1995 op het Britse Channel 4 werd uitgezonden. Buiten Nederland en België werden varianten van "Vergeet je tandenborstel niet" ook uitgezonden in Denemarken, Zweden, Noorwegen, Finland, Frankrijk, Duitsland, Italië, Portugal, Spanje en Chili.

## Melodie
De herkenningsmelodie van het programma is de openingsmelodie van de Britse comedyserie Please Sir!. Door het succes van het deuntje maakte C'est Tout een daarop gebaseerde (Alarmschijf) single genaamd de Tandenborstel Jive, die in 1995 in de Nederlandse Top 40 op de 3de plaats belandde en in 1996 in de Belgische Ultratop 50 op 23.